# Andersen - Il mondo dell'infanzia
Andersen - Il mondo dell'infanzia è una rivista mensile italiana di letteratura per l'infanzia, fondata nel 1982 da Gualtiero Schiaffino e Ferruccio Giromini. Andersen è il più noto e diffuso mensile italiano di informazione sui libri per bambini e ragazzi, la scuola e le politiche di promozione culturale dell’infanzia.
La rivista segnala le novità editoriali per ragazzi e ospita articoli di approfondimento sui temi della promozione della lettura, dell'educazione all'immagine e di interpretazione dei fenomeni editoriali e letterari del momento.
Andersen promuove ogni anno il Premio Andersen, riconoscimento italiano assegnato ai migliori libri per ragazzi.